# Афонська битва (1807)
Афонська битва — морська битва, що відбулась 1 липня 1807 року поблизу Афонського півострова в Егейському морі між російським та османським флотами під час російсько-турецької війни 1806–1812 років.
Була частиною Другої Архіпелазької експедиції російського флоту.

## Передумови
Протягом місяця після поразки османського флоту в Дарданельській битві російський флот під командуванням віце-адмірала Д. М. Сенявіна маневрував, намагаючись виманити османів з проток.
22 червня османська ескадра (10 лінійних кораблів, 5 фрегатів, 3 корвети, 2 брига, 1196 гармат) під командуванням Сеїта-Алі вийшла з протоки Дарданелли з метою захопити острів Тенедос — основну військово-морську базу російського флоту, яка блокувала протоки. Д. М. Сенявін, командувач російського флоту (10 лінійних кораблів, допоміжне судно, флотилія малих озброєних грецьких суден, 754 гармати) демонстративними діями спеціально дав можливість османській ескадрі вийти з протоки, а потім відрізав їй шлях до відступу в Дарданелли. 27 червня, коли російська ескадра знаходилась в районі острова Імброс, османські кораблі підійшли до острова Тенедос та обстріляли фортецю. Наступного дня з анатолійського берега османи переправили на острів десант (7 000 чоловік), який почав облогу фортеці. 29 червня російська ескадра підійшла до Тенедоса. Побачивши її, османська ескадра негайно вийшла в море. Сенявін зміг її знайти тільки 1 липня біля острова Лемнос, поблизу півострова Афон. Того ж дня відбувся бій.

## План битви
Османський флот мав перевагу в артилерії: 1196 гармат проти 754 російських. Османські кораблі були більш швидкохідними. Все це враховувалось російським командуванням при розробці плану битви. План Сенявіна передбачав, що російський флот займе навітряне положення та атакує в першу чергу 3 лінійних кораблі противника. Ударів по кожному з них мали завдавати по 2 російських кораблі з одного борту. Цим досягалась суттєва перевага росіян в артилерійському вогні. Іншим кораблям ставилась задача підтримати атакуючих та перешкодити силам османського флоту прийти на допомогу своїм флагманам. При цьому враховувалась психологія османських моряків, які запекло бились лише доти, доки в строю знаходився флагманський корабель.

## Хід битви

Афонська битва 1 липня 1807 року

Ранком 1 липня за сигналом Сенявіна 3 тактичні групи (по 2 кораблі в кожній) наблизились на дистанцію картечного пострілу з османськими флагманськими кораблями та зав'язали запеклий бій. Дві інші тактичні групи під командуванням Сенявіна оточили головні кораблі авангарду османського флоту та атакували їх. Близько 12 години османський ар'єргард спробував надати допомогу своїм флагманам, але російські кораблі атакою зірвали цю спробу. В 2-ій половині дня османи почали безладний відступ.
У важкому стані опинився 2-ий флагманський корабель османської ескадри під командуванням капітан-бея Бекір-бея, на якому були збиті всі реї та зірвані всі паруси і який йшов на буксирі за лінійним кораблем і двома фрегатами. Побачивши російську ескадру, османи кинули свого флагмана напризволяще, який був взятий на абордаж.
2 липня османська ескадра, упіймавши попутний вітер, почала відходити на північ до острова Тасос, а лінійний корабель та два фрегати (що раніше допомагали Бекір-бею) були відрізані від неї російською ескадрою. 3 липня Сенявін відрядив за ними контр-адмірала Грейга з 3 лінійними кораблями. Османські моряки, побачивши погоню, викинули свої кораблі на берег та спалили їх.
Вранці 4 липня у відступаючій османській ескадрі вибухнув ще один лінійний корабель, а два пошкоджені фрегати затонули біля острова Самотракі.
Всього в Афонській битві османський флот втратив 3 лінійних кораблі, 4 фрегати та корвет. З 20 османських кораблів в Дарданелли повернулись всього 12.
Російська ескадра втрат в кораблях не мала.
5 липня Сенявін припинив переслідування противника та вирішив повернутись на допомогу обложеному Тенедосу, але через зустрічний вітер прибув туди лише 7 липня. Османський десант здався, і залишивши всі свої гармати, був перевезений на анатолійський берег.

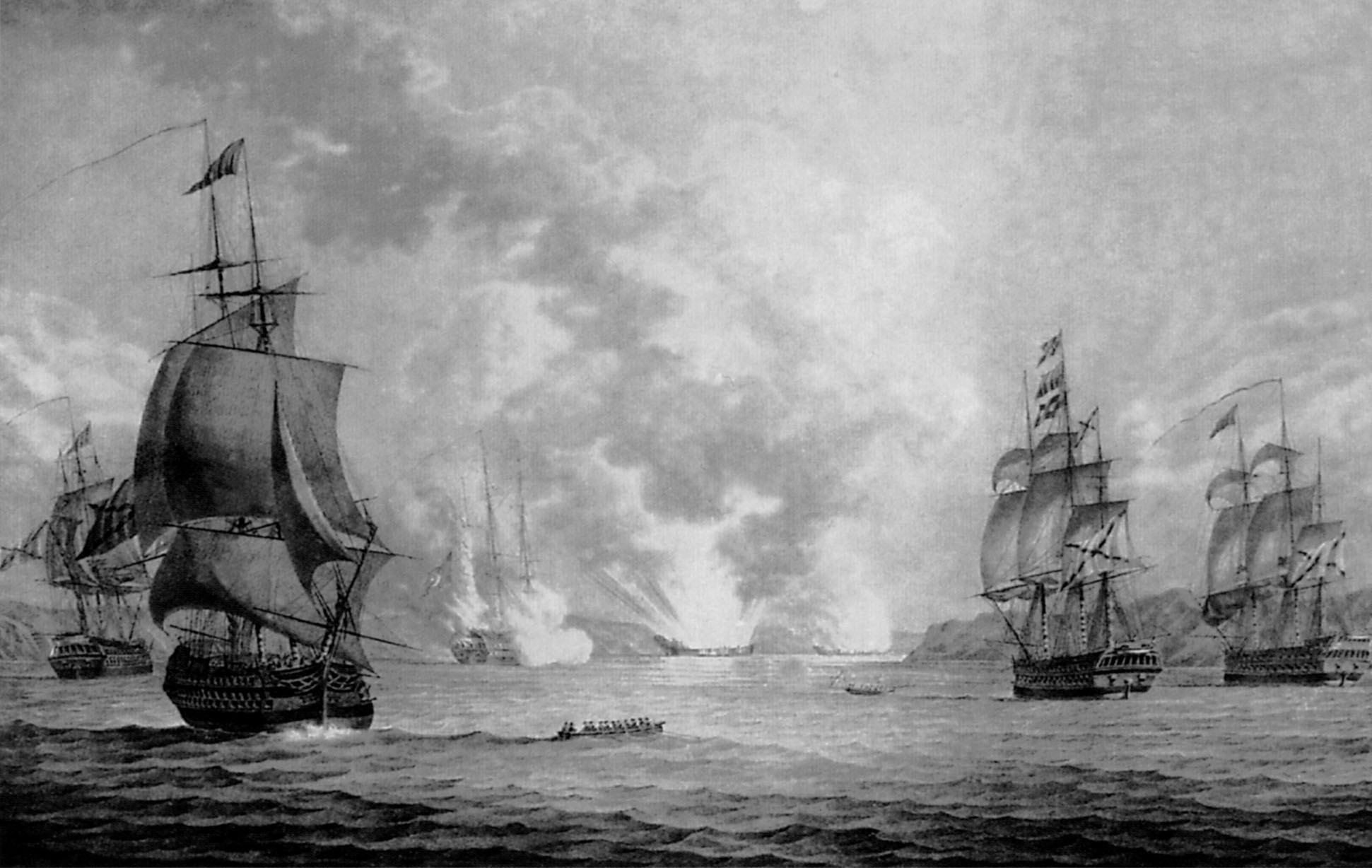
Атака османського флоту ескадрою контр-адмірала А.Грейга
(Картина з книги В. Б. Броневського «Записки морського офіцера»)

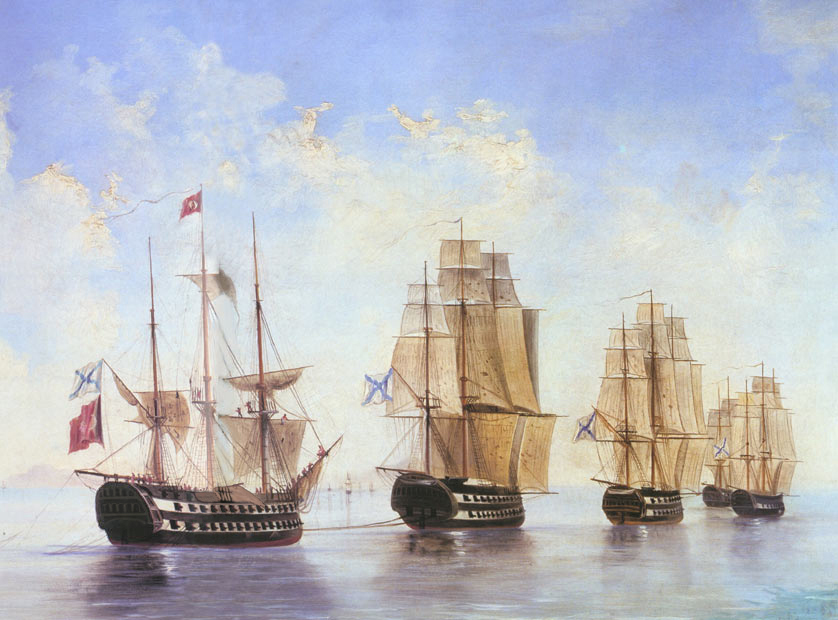
«Російський флот після Афонської битви»"
(О. П. Боголюбов)

## Особливості тактики
В Афонській битві Сенявін здійснив атаку флагманських кораблів противника зосередженими силами ескадри, збагатив військово-морське мистецтво новими способами ведення бою: атака кільватерної колони противника декількома тактичними групами кораблів у взаємодії одна з одною, що знижувало ефективність вогню противника в момент зближення і дозволяло якнайшвидше зайняти вигідні позиції для артилерійського удару; зосередження переважаючих сил для удару по флагманських кораблях ворожої ескадри в центрі з одночасним оточенням його авангарду; атака 1 корабля противника 2-ма своїми з одного борту; сковування сил ар'єргарда.

## Наслідки
Перемога російського флоту зміцнила його становище в Середземному морі та дозволила посилити блокаду Дарданелл.
Османська імперія більш, ніж на десятиліття втратила боєздатний флот.
Поразка османського флоту та успіхи російської армії на дунайському та кавказькому фронтах змусили османів 24 серпня підписати перемир'я з Росією.